# П'ятниця, 13-те
П'ятниця, 13-те (англ. Friday the 13th) — американський фільм жахів 1980 року режисера Шона Каннінгема.

## Сюжет
Історія починається з того, що через недогляд вожатих літнього табору тоне хлопчик на ім'я Джейсон. Самі вожаті пізніше були знайдені мертвими. Вбивцю не знайшли, а табір закрили. Двадцять років потому власник табору біля Кристального озера наймає сімох підлітків, щоб вони навели там порядок до заїзду відпочиваючих. Незважаючи на численні попередження про те, що це місце має погану славу, вони погоджуються. Але їх починають вбивати один за одним. У живих залишається лише дівчина Еліс. Їй вдається обезголовити вбивцю. Нею виявляється місіс Вурхіз, мати загиблого двадцять років тому Джейсона. Саме 13-го числа у нього був день народження, і місіс Вурхіс не хоче, щоб табір знову відкривали для відпочинку та розваг.

## У ролях
| Актор            | Роль                   |
| ---------------- | ---------------------- |
| Бетсі Палмер     | місіс Памела Вурхіз    |
| Едріенн Кінг     | Еліс Харді             |
| Джаннін Тейлор   | Марсі Каннінгем        |
| Роббі Морган     | Енні                   |
| Кевін Бейкон     | Джек Баррел            |
| Гаррі Кросбі     | Білл                   |
| Лорі Бартрам     | Бренда                 |
| Марк Нельсон     | Нед Рубінштейн         |
| Пітер Брауер     | Стів Крісті            |
| Рекс Еверхарт    | Енош, водій вантажівки |
| Ронн Керролл     | сержант Тірні          |
| Рон Міллкі       | офіцер Дорф            |
| Волт Горні       | божевільний Ральф      |
| Віллі Едамс      | Баррі                  |
| Дебра С. Хейс    | Клаудітт               |
| Дороті Кобс      | Труді                  |
| Саллі Енн Голден | Сенді                  |
| Мері Рокко       | оператор               |
| Кен Л. Паркер    | лікар                  |
| Арі Леман        | Джейсон Вурхіз         |
| Ноель Каннінгем  | хлопчик у 1958 році    |
| Ірвін Кійес      | хлопець в автобусі     |

## Цікаві факти
- Літній табір, що використовувався для зйомок фільму, розташований в штаті Нью-Джерсі і має назву «Camp Nobebosco».
- По сюжету фільму всього було вбито 10 осіб.
- У сцені, де мертве тіло Бренди влітає у вікно будинку, в якості каскадера знявся постановник спецефектів фільму Том Савіні.
- Єдина жива істота, що загинула на зйомках фільму, була змія. Якби робили ляльку, то це б коштувало 20 тисяч доларів. Видатки бюджету, які знімальна команда не могла б собі дозволити.
- Сценарій фільму тричі переписувався.